# 朱莉·加尼耶
朱莉·加尼耶（法語：Julie Garnier，法語發音：[ʒyli ɡaʁnje]；1983年8月12日—），出生於法國法蘭西島大區馬恩河谷省的馬恩河畔尚皮尼，是法蘭西島地方議會的現任議員。

## 學生時期
朱莉·加尼耶學生時期就顯現政治熱情，就讀法國國立工藝學院時，就加入法國學生全國聯盟（UNEF），是法國全國性的學生團體，之後進入埃夫里大學研究所學習歷史，取得經濟和社會歷史碩士學位。她在就學期間非常投入UNEF，在她的努力之下，額外獲得100萬歐元的捐款。

## 參與政治
她所參與的政黨是不屈法國，為让-吕克·梅朗雄所領導的左派政黨，2021 年法蘭西島地區選舉，在第二輪選舉當中，朱莉·加尼耶出線成為地方議員。

## 相關連結
- FACEBOOK：Julie Garnier （页面存档备份，存于）